# Bill Zadick
Bill Zadick (* 3. April 1973) ist ein US-amerikanischer Ringer und Weltmeister von 2006 in Kanton (Guangzhou).

## Erfolge
- 2001, 7. Platz, WM in Sofia, FS, bis 63 kg, mit Siegen über Yousef Nassiri, Niederlande und Arschak Hajrapetjan, Armenien und eine Niederlage gegen Alireza Dabir, Iran

- 2002, 3. Platz, World Cup in Spokane/USA, FS, bis 66 kg, hinter Jin-Juk Bae, Südkorea und Schamil Umalatow, Russland

- 2003, 2. Platz, World Cup in Boise/USA, FS, bis 66 kg, hinter Chris Bono, USA

- 2006, 3. Platz, Golden Grand Prix in Baku/Aserbaidschan, FS, bis 66 kg, Andrei Sementsow und Alan Dudaew, beide Russland

- 2006, 1. Platz, WM in Guangzhou (Kanton), FS, bis 66 kg, nach Siegen über Elar Hani, Estland, Geandry Garzón Caballero, Kuba, Fred Jessey, Nigeria, Albert Batyrow, Belarus und Otar Tuschischwili, Georgien

| Personendaten    | Personendaten            |
| ---------------- | ------------------------ |
| NAME             | Zadick, Bill             |
| KURZBESCHREIBUNG | US-amerikanischer Ringer |
| GEBURTSDATUM     | 3. April 1973            |